# Apomecyna parumguttata
Apomecyna parumguttata är en skalbaggsart som beskrevs av Stefan von Breuning 1938. Apomecyna parumguttata ingår i släktet Apomecyna och familjen långhorningar.
Artens utbredningsområde är:
- Kenya.
- Nigeria.

Inga underarter finns listade i Catalogue of Life.